# 乌多·基斯林
乌多·基斯林（德語：Udo Kießling，1955年5月21日—），德国男子冰球运动员。他曾代表西德和德国参加1976年、1980年、1984年、1988年和1992年冬季奥林匹克运动会冰球比赛，其中1976年冬季奥运会获得一枚铜牌。